# Призна
44°36′ пн. ш. 14°58′ сх. д. / 44.60° пн. ш. 14.97° сх. д.
Призна (хорв. Prizna) — населений пункт у Хорватії, у Лицько-Сенській жупанії у складі міста Сень.

## Населення
Населення за даними перепису 2011 року становило 45 осіб.
Динаміка чисельності населення поселення:

## Клімат
Середня річна температура становить 14,09 °C, середня максимальна – 27,08 °C, а середня мінімальна – 1,81 °C. Середня річна кількість опадів – 1027 мм.
| Клімат поселення                              | Клімат поселення | Клімат поселення | Клімат поселення | Клімат поселення | Клімат поселення | Клімат поселення | Клімат поселення | Клімат поселення | Клімат поселення | Клімат поселення | Клімат поселення | Клімат поселення | Клімат поселення |
| Показник                                      | Січ.             | Лют.             | Бер.             | Квіт.            | Трав.            | Черв.            | Лип.             | Серп.            | Вер.             | Жовт.            | Лист.            | Груд.            |                  |
| Середній максимум, °C                         | 9,95             | 10,30            | 12,13            | 15,66            | 21,35            | 25,65            | 27,08            | 26,73            | 22,53            | 18,05            | 12,98            | 10,33            |                  |
| Середня температура, °C                       | 5,89             | 6,24             | 8,04             | 11,58            | 17,26            | 21,58            | 23,88            | 23,51            | 19,31            | 14,85            | 9,75             | 7,15             |                  |
| Середній мінімум, °C                          | 1,81             | 2,15             | 3,95             | 7,50             | 13,20            | 17,51            | 20,71            | 20,31            | 16,10            | 11,64            | 6,55             | 3,93             |                  |
| Норма опадів, мм                              | 81               | 71               | 75               | 80               | 75               | 69               | 41               | 60               | 117              | 129              | 126              | 103              |                  |
| Середньомісячна швидкість вітру, м/с          | 2.98             | 3.10             | 3.24             | 3.05             | 2.73             | 2.54             | 2.54             | 2.46             | 2.65             | 2.85             | 3.35             | 3.25             |                  |
| Середньомісячна сонячна радіація, кДж/м²·день | 4641             | 7309             | 10770            | 15513            | 19903            | 21879            | 23579            | 20426            | 14787            | 9369             | 5062             | 3892             |                  |
| --------------------------------------------- | ---------------- | ---------------- | ---------------- | ---------------- | ---------------- | ---------------- | ---------------- | ---------------- | ---------------- | ---------------- | ---------------- | ---------------- | ---------------- |
| Джерело:                                      |                  |                  |                  |                  |                  |                  |                  |                  |                  |                  |                  |                  |                  |